# Leśniczówka Michałów (Starachowice)
Leśniczówka Michałów – część miasta Starachowice. Leży na południu miasta, przy ulicy Ostrowieckiej.